# Pristimantis vertebralis
Eleutherodactylus vertebralis là một loài động vật lưỡng cư trong họ Strabomantidae, thuộc bộ Anura. Loài này được Boulenger mô tả khoa học đầu tiên năm 1886.